# Cirfandli
A Cirfandli egy fehérborszőlő-fajta. Származása bizonytalan, egyes források szerint Ausztriából Gumpoldskirchen környékéről ered. Hasonnevei: Cilifai, Cilifan, Cirfandli, Cirifai, Cirifai Piros, Cirifan, Gumpoldskirchener, Gumpoldskirchener Spätrot, Gumpoldskirchener Spätroth, Késői piros, Kirmizi Zierfahndler, Nemes Cirfandli, Piros cirfandli, Raifler, Reifler Rot, Roter Raifler, Roter Reifler, Roter Zierfandler, Roth Hensch, Rother Raifler, Rother Zierfahndler, Rothhinschen, Rothreifler, Rotreifler, Rubiner, Spätrot, Zerjavina és Zierfandler Rot. A szakma leginkább elfogadott vélekedése szerint Olaszországból, a Comói-tó vidékéről származik, majd innen került a Habsburg Birodalom központjába.

## Leírása

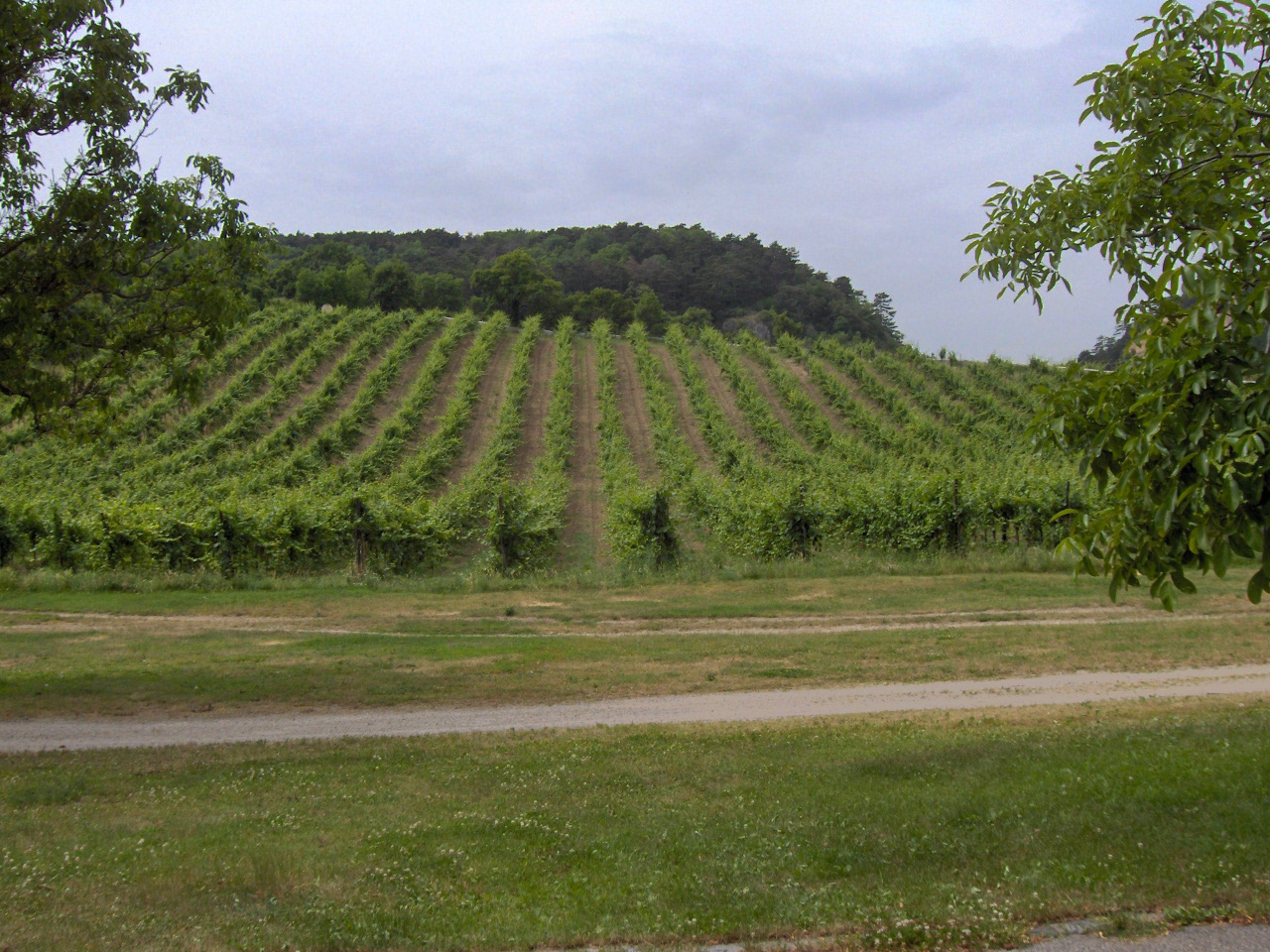
Cirfandli Ausztriában

Magyarországon csak a Pécsi (korábbi nevén Mecsekaljai) borvidék Pécsi körzetében termesztik. Helyi fajta. A pécsi káptalan kezdeményezésére 1850 körül került Baranyába. A Móri ezerjót néha tévesen Zierfandlernek nevezik.
Kerekded levele változatosan tagolt, a széle a fonák felé hajló, bronzos árnyalatú. Fürtje vállas, tömött, bogyói világospirosak.
Sok tekintetben igényes, de egyes évjáratokban kiváló, különleges minőségű bora lehet. A fekvésre és a talajra igényes: jó tápanyag- és vízgazdálkodású talajt és viszonylag magas páratartalmat igényel. A fagyot és a szárazságot közepesen tűri. Tömött fürtje miatt rothadásra hajlamos, jó évjáratban aszúsodik. Ausztriában is kedvelik.(Kb. 50 ha-on termesztik.)
Alacsony, művelésű kisebb tőkeformákon fej-, bak-, alacsonykordon-, Guyot-művelés  mérsékelten, legfeljebb hosszúcsapokkal célszerű metszéskor terhelni.
Nem keverendő össze a Zinfandel nevű vörös, erősen gyümölcs ízű szőlővel, ami az Egyesült Államokban, Kaliforniában terem.